# Adolf Bastian

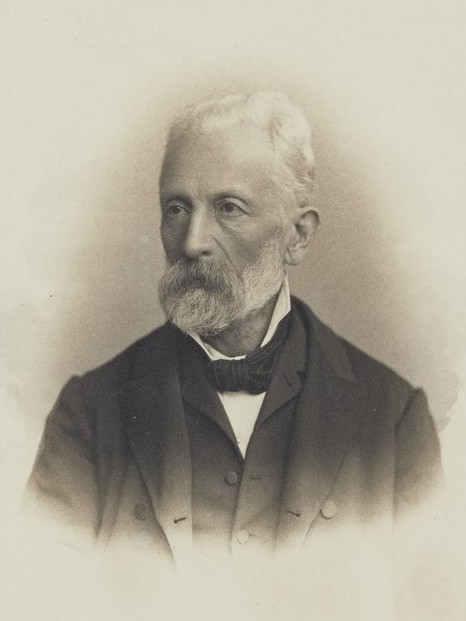
Adolf Bastian

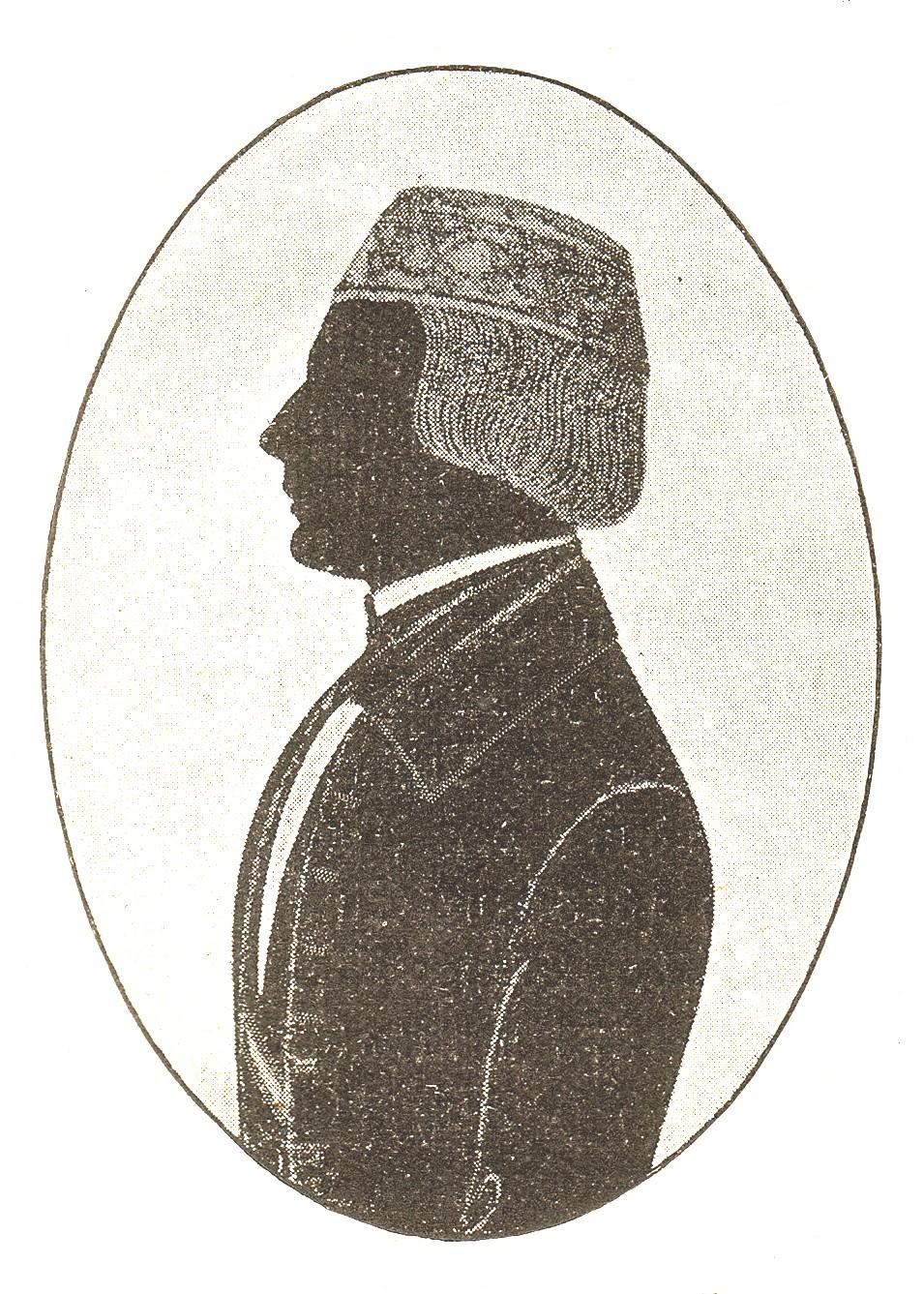
Adolf Bastian als Corpsstudent, 1846

Philipp Wilhelm Adolf Bastian (* 26. Juni 1826 in Bremen; † 2. Februar 1905 in Port of Spain, heute Trinidad und Tobago) war ein deutscher Arzt, Ethnologe sowie Gründungsdirektor des Museums für Völkerkunde in Berlin.

## Biografie

### In Bremen und auf Reisen
Adolf Bastian stammte aus einer angesehenen Bremer Kaufmannsfamilie. Er studierte an der Ruprecht-Karls-Universität Heidelberg Rechtswissenschaft. An der Universität Berlin, der Universität Jena und der Universität Würzburg studierte er Medizin sowie Naturwissenschaft. In Würzburg wurde er 1850 zum Dr. med. promoviert. Er war Mitglied des Corps Vandalia Heidelberg und Ehrenmitglied des Corps Saxonia Jena.
Nach dem Studium reiste er ab 1850 als Schiffsarzt nach Australien, Peru, in die Karibik, nach Mexiko, Indien und Afrika. 1858 kehrte er nach Bremen zurück und beschrieb seine Reiseerlebnisse. 1860 erschien das dreibändige Werk Der Mensch in der Geschichte, das seinen Ruf als erster deutscher Ethnologe, der systematische Untersuchungen im Feld betrieb, begründete. 1861 reiste er nach Süd- und Ostasien. 1863 entschlüsselte er als erster die mythologischen Wurzeln von Angkor. Bastian entdeckte das längste Relief der Welt, das einen indischen Schöpfungsmythos veranschaulicht, den Milchozean, sowie ein mit Symbolen indischer Götter verziertes Flussbett. Er folgerte, dass Hindus, nicht Buddhisten, den Grundstein für diese Bauten legten. 1875/76 erfolgte der zweite Lateinamerika-Aufenthalt, der Bastian nach Chile, Peru, Ecuador, Kolumbien und Puerto Rico führte. In Chile hoffte er auf ein archäologisches oder ethnologisches Museum. Diese Pläne ließen sich jedoch nicht realisieren.

### In Berlin
1866 habilitierte sich Bastian. Im selben Jahr wurde er Dozent in Berlin. Er war hier Mitbegründer der Zeitschrift für Ethnologie. 1869 wurde er zum Mitglied der Deutschen Akademie der Naturforscher Leopoldina gewählt. 1873 wurde von ihm und Anderen das Königliche Museum für Völkerkunde in Berlin gegründet (heute Ethnologisches Museum in Berlin-Dahlem) und er wurde dessen erster Direktor. Als Leiter der Afrika-Abteilung des Königlichen Museums für Völkerkunde in Berlin entwarf er kolonialzeitliche Sammelanleitungen. Im November 1869 gründete er zusammen mit Rudolf Virchow, Carl Vogt und Robert Hartmann die Berliner Anthropologische Gesellschaft, aus der 1870 die Berliner Gesellschaft für Anthropologie, Ethnologie und Urgeschichte hervorgegangen ist.
1873 schloss Bastian sich der von der Deutschen Gesellschaft zur Erforschung Äquatorialafrikas ausgerüsteten Expedition zur Loango-Küste an.
Die Expedition landete unter der Führung von Paul Güßfeldt nach einem Schiffbruch bei Freetown am 14. Januar 1873 und dem Verlust der Ausrüstung am 25. Juli 1873 in Banana an der Mündung des Kongo. Dort errichtete die Expedition die Station Tschinschotscho (auch: Chinchoxo). Nachdem die Expedition wiederholt nicht ins Landesinnere vordringen konnte, wurde sie am 7. Juli 1875 nach Europa eingeschifft.
Bastian verfasste mehr als 80 Bücher und über 300 Artikel, insgesamt verbrachte er mehr als 25 Jahre auf Reisen. Darüber hinaus fand er Gelegenheit, einige (bis heute bestehende) wissenschaftliche Institutionen zu gründen.

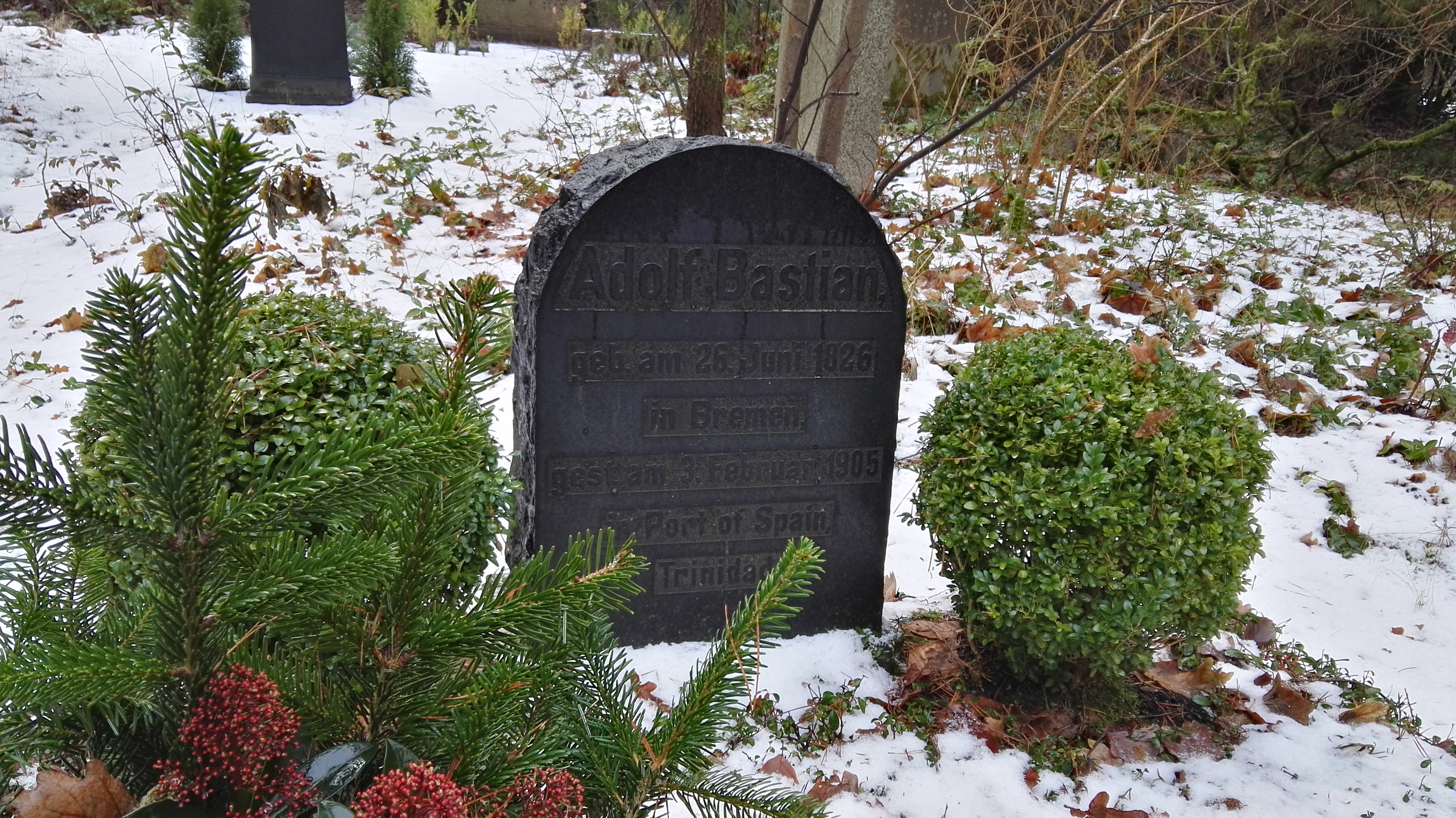
Grabstätte

Adolf Bastian starb 1905 im Alter von 78 Jahren und wurde auf dem Alten St.-Matthäus-Kirchhof in Schöneberg beigesetzt. Im Zuge der von den Nationalsozialisten durchgeführten Einebnungen auf dem Friedhof in den Jahren 1938/1939 wurden Bastians sterbliche Überreste auf den Südwestkirchhof Stahnsdorf bei Berlin (Block Trinitatis) umgebettet. Seine dortige Grabstätte ist als Ehrengrab der Stadt Berlin gewidmet.

### Ehrungen
- 1905 fand im Berliner Völkerkundemuseum eine feierliche Gedächtnisfeier für Adolf Bastian statt. Zahlreiche Redner würdigten seine Verdienste.
- Der Kartograf August Petermann benannte die 1868 von der Ersten Deutschen Nordpolar-Expedition entdeckte Inselgruppe Bastianøyane in der Hinlopenstraße (Spitzbergen)[9] ebenso nach Adolf Bastian wie die von der Zweiten Deutschen Nordpolar-Expedition entdeckte Bastian Bai (dänisch Bastian Bugt) in Ostgrönland.[10]
- Die Bastianstraße in Bremen, Stadtteil Neustadt, wurde 1912 nach ihm benannt.
- Die Bastianstraße in Berlin, Ortsteil Gesundbrunnen, wurde nach ihm benannt, ebenso 1905 eine Straße in Berlin-Wedding.
- Ihm wurde der Rote Adlerorden II. Klasse verliehen[11]

## Werk
Bastian betonte in seinem theoretischen Werk die Idee von „Elementargedanken“, welche den ursprünglichen Denkleistungen der Menschen in Wechselwirkungen mit der Umwelt entsprechen, beruhend auf überall auf der Welt gleichen Denkleistungen und der Einheit der Menschen und des menschlichen Geistes. Die Vielfalt der menschlichen Kulturen führt er sowohl auf eine Anpassung an die Umwelt als auch auf eine individuelle, historische Entwicklung (siehe hierzu seinen Ansatz der „geographischen Provinzen“). Diese Kulturen nennt er „Völkergedanken“. Ähnlichkeiten werden auf die „Elementargedanken“ zurückgeführt. Diese können nur mehr rekonstruiert werden, da sie nicht mehr existieren. Der Ansatz der „Elementargedanken“ wurde später von manchen Richtungen der kognitiven Anthropologie weitergeführt. Forschende, welche sich mit den „Kulturuniversalien“ auseinandersetzen, zitieren Bastian als Pionier dieser Forschungsrichtung. Bastian lässt sich weder als Evolutionist noch als Diffusionist einordnen, da er sowohl Erfindungen wie auch Entlehnungen als Mechanismen der kulturellen Entwicklung anerkennt. Er war ein erklärter Feind der Deszendenztheorie als Teil der Evolutionstheorie von Charles Darwin, aber er plädierte in seinem Werk für eine interdisziplinäre Herangehensweise und meinte, man müsse aus diesem Grund Ansätze aus anderen Disziplinen, also auch die von Darwin, berücksichtigen. Diese betrachtete er aber nicht als Aufgabe der Ethnologie. Oft wurde Bastian von diffusionistisch arbeitenden Wissenschaftlern wie Friedrich Ratzel oder Wilhelm Schmidt, der hier sehr dogmatisch war, angefeindet, da er sich nicht in eine Richtung einordnen ließ.
Man hat ihn in einer Linie mit aufgeklärten und romantischen Denkern wie Giambattista Vico, Johann Gottfried Herder und Wilhelm von Humboldt gesehen. Bastian wurde oft wegen seiner interdisziplinären Vorgangsweise vorgeworfen, einen naturwissenschaftlichen Ansatz zu verfolgen, aber man hat ihn dennoch oft nachträglich in die geisteswissenschaftlich inspirierte und geschichtsbewusste Tradition der Ethnologie eingeordnet. Diese eindeutige Zuordnung fällt in seinem Fall schwer, weil er um größte Wissenschaftlichkeit und Offenheit gegenüber den Ansätzen anderer Disziplinen bemüht war.
Insgesamt scheinen sein vielschichtiges Werk und die manchmal flüchtig erscheinenden Formulierungen einer ihm angemessenen Rezeption bis heute im Wege gestanden zu haben. Carl Gustav Jung entwickelte Bastians Idee der „Elementargedanken“ weiter zu den „Archetypen“ und in Frankreich beruft sich Claude Lévi-Strauss in Zusammenhang mit den „elementaren Strukturen“ im Strukturalismus auf ihn.

## Schriften

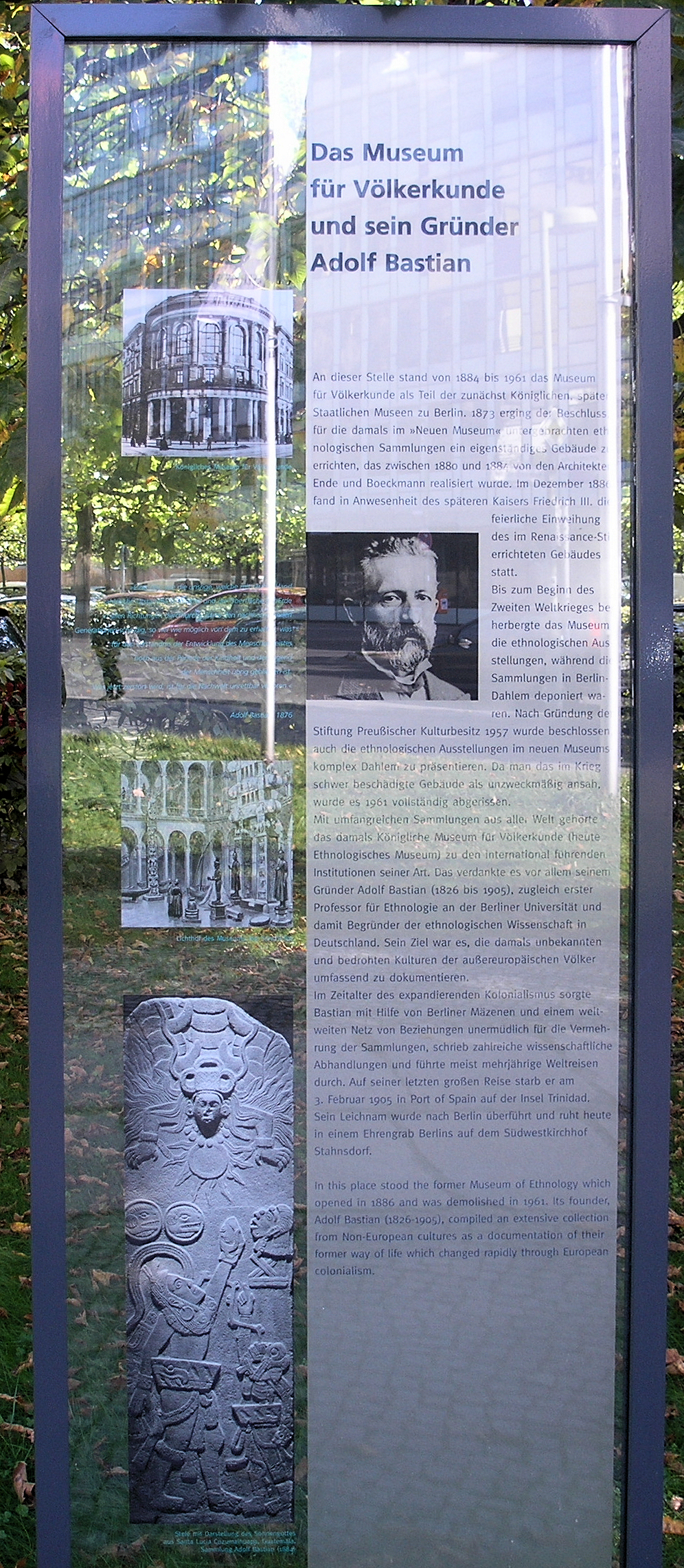
Gedenktafel in Berlin-Kreuzberg

- Ein Besuch in San Salvador, der Hauptstadt des Königreichs Kongo. Bremen 1859 (Digitalisat)
- Der Mensch in der Geschichte. Zur Begründung einer Psychologischen Weltanschauung. 1. Bd. Die Psychologie als Naturwissenschaft. 2. Bd. Psychologie und Mythologie. 3. Bd. Politische Psychologie. Verlag von Otto Wigand, Leipzig 1860 (Digitalisate: I, II, III)
- Die Völker des östlichen Asien. 6 Bände, Jena 1866–1871 (Digitalisate: I, II, III, IV, V, VI)
- Das Beständige in den Menschenrassen und die Spielweite ihrer Veränderlichkeit. Berlin 1868
- Beiträge zur vergleichenden Psychologie. Berlin 1868 (Digitalisat)
- Sprachvergleichende Studien. Leipzig 1870
- Ethnologische Forschungen. 2 Bände, Jena 1871–1873
- Geographische und ethnologische Bilder. Jena 1873
- Die deutsche Expedition an die Loangoküste. 2 Bände, Jena 1874–1875
- Schöpfung oder Entstehung. Aphorismen zur Entwicklung des organischen Lebens. Jena 1875 (Digitalisat)
- Die Kulturländer des alten Amerika. 3 Bände, Berlin 1878–1889
- Die heilige Sage der Polynesier : Kosmogonie und Theogonie. Brockhaus, Leipzig 1881. (Online).
- Der Völkergedanke im Aufbau einer Wissenschaft vom Menschen. Berlin 1881. (Digitalisat und Volltext im Deutschen Textarchiv)
- Die Vorgeschichte der Ethnologie. Berlin 1881
- Steinskulpturen aus Guatemala. Berlin 1882
- Der Buddhismus in seiner Psychologie. Berlin 1882
- Amerikas Nordwestküste. Berlin 1883
- Inselgruppen in Oceanien. Berlin 1883
- Völkerstämme am Brahmaputra. Berlin 1883
- Zwei Worte über Kolonialweisheit. Berlin 1883
- Indonesien. 5 Lieferungen, Berlin 1884–1894
- Allgemeine Grundzüge der Ethnologie. Berlin 1884
- Religionsphilosophische Probleme auf dem Forschungsfelde buddhistischer Psychologie und der vergleichenden Mythologie. Berlin 1884
- Der Fetisch an der Küste Guineas. Berlin 1884
- Der Papua des dunklen Inselreichs. Berlin 1885
- Über ethnologische Sammlungen. In: Zeitschrift für Ethnologie, 17, 1885, S. 38–42.
- In Sachen des Spiritismus. Berlin 1886
- Zur Lehre von den geographischen Provinzen. Berlin 1886
- Die Seele indischer und hellenistischer Philosophie in den Gespenstern moderner Geisterseherei. Berlin 1886
- Die Welt in ihren Spiegelungen unter dem Wandel des Völkergedankens. Berlin 1887
- Einiges aus Samoa und anderen Inseln der Südsee. Berlin 1889
- Über Klima und Acclimatisation. Berlin 1889
- Wie das Volk denkt. Berlin 1892
- Ideale Welten. 3 Bände, Berlin 1893
- Vorgeschichtliche Schöpfungslieder. Berlin 1893
- Die Verbleibsorte der abgeschiedenen Seelen. Berlin 1893
- Kontroversen in der Ethnologie. Berlin 1893–1894
- Zur Mythologie und Psychologie der Nigritier in Guinea. Berlin 1894
- Die samoanische Schöpfungssage und Anschließendes aus der Südsee. Weimar 1895
- Ethnische Elementargedanken in der Lehre vom Menschen. 2 Abt. Berlin 1895
- Zur Lehre vom Menschen in ethnischer Anthropologie. 2 Abt. Berlin 1895
- Die Denkschöpfung umgebender Welt aus kosmogonischen Vorstellungen. Berlin 1896. (Digitalisat)
- Lose Blätter aus Indien. I–VII, Berlin 1897–1899
- Die mikronesischen Kolonien aus ethnologischem Gesichtspunkte. Berlin 1899
- Die Völkerkunde und der Völkerverkehr. Berlin 1900
- Der Völkerverkehr und seine Verständigungsmittel im Hinblick auf China. Berlin 1900
- Die wechselnden Phasen im geschichtlichen Sehkreis. I–IV, Berlin 1900
- Kulturhistorische Studien unter Rückbeziehung auf den Buddhismus. Berlin 1900
- Die Probleme humanistischer Fragestellungen und deren Beantwortungsweise unter den Zeichen der Zeit. Berlin 1901
- Der Menschheitsgedanke durch Raum und Zeit. 2 Bände, Berlin 1901
- Das Geschichtsdrama am Cap aus der Vogelperspektive. Berlin 1901 (anonym erschienen)
- Die Lehre vom Denken. 3 Bände, Berlin 1902–1905
- Werke von Adolf Bastian im Internet Archive in deutscher Sprache
- Werke von Philipp Wilhelm Adolf Bastian im Internet Archive
- 1869 Gründung der Zeitschrift für Ethnologie (Berlin), zusammen mit Robert Hartmann